# مایکل (فیلم ۲۰۲۳)
مایکل (انگلیسی: Michael) یک فیلم اکشن، دلهره‌آور، عاشقانه و نئو-نوآر هندی به کارگردانی رانجیت جیاکودی و تهیه‌کنندگی بهارات چاودری و پوشکار رام موهان رائو است. این فیلم به طور همزمان به زبان‌های تلوگو و تامیل فیلمبرداری شد و ساندیپ کیشان، ویجی ستوپاتی، وارالاکسمی ساراتکومار، وارون ساندش، گاوتام واسودف منون، و ایاپا پی شارما در این فیلم ایفای نقش می‌کنند.
این فیلم قرار است در ۳ فوریه ۲۰۲۳ اکران شود.

## داستان
دعوای باند بر سر مکان‌ها یک جوان تصمیم می‌گیرد کنترل منطقه را به دست بگیرد. آیا او می‌تواند رویای حکومت بر آن مکان را تکمیل کند؟